# Frontera entre Cuba y Honduras
La frontera entre Cuba y Honduras es un límite internacional marítimo que discurre en el mar Caribe en el Atlántico norte, está definido por el tratado sobre delimitación marítima de 2012 entre ambos países.

## Descripción

### Memorando de Entendimiento de Cuba-Honduras de 1999
El memorando de entendimiento fue firmado el 16 de noviembre de 1999 en La Habana para lograr establecer los límites de la zona económica exclusiva de cada país. Aunque se intentó poner el tema de los límites en cuestión, Honduras esperaba primero lograr una demarcación con Colombia antes que hacerlo con Cuba.

### Tratado Sobre Delimitación Marítima entre la República de Honduras y la República de Cuba
El tratado sobre delimitación marítima fue firmado el 2 de noviembre de 2012 por Roberto Quinonez Arita, Coordinador de la Comisión de Soberanía y Límites del Ministerio de Relaciones Exteriores de Honduras y Rafael Dausa Céspedes, Director de Asuntos Consulares y el Ministerio de Residentes Cubanos en el Exterior de Cuba. El acuerdo también tenía como objetivo lograr un mayor control en el paso ilegal de drogas y la conservación de la vida marina.
El tratado también fue ratificado por la ministra Relaciones Exteriores de Honduras, Mireya Agüero, y el encargado de negocios de la embajada de Cuba en Honduras, Sergio Oliva, en Tegucigalpa. Los parlamentos de ambos países ya lo habían hecho el mismo mes de la firma del tratado.